# Windlust (Goudswaard)
Windlust is een korenmolen in Goudswaard, in de gemeente Hoeksche Waard, in de Nederlandse provincie Zuid-Holland. De grondzeiler aan de Molendijk is een rijksmonument. Deze stenen molen zou, volgens de gevelsteen in de romp, uit 1694 dateren en daarmee een van de oudste nog bestaande stenen molens in Nederland zijn, maar dat wordt betwijfeld. Windlust heeft tot 1945 gemalen, maar raakte daarna in verval. In 1960 verkreeg de toenmalige gemeente Goudswaard de molen in eigendom.
Tijdens een restauratie in 1962 stortte een groot deel van de molen in en werd de molenmaker onder het puin bedolven, waarvan hij weer herstelde.
Tegenwoordig is de molen weer maalvaardig en wordt er graan gemalen. In de molen bevinden zich twee maalkoppels, een mengketel, een elevator en een sleepluiwerk.
Windlust is te bezoeken op zaterdag 11:00 - 17:30 uur en op afspraak.